# Amphelictus astales
Amphelictus astales là một loài bọ cánh cứng trong họ Cerambycidae.